# Jean Roatta

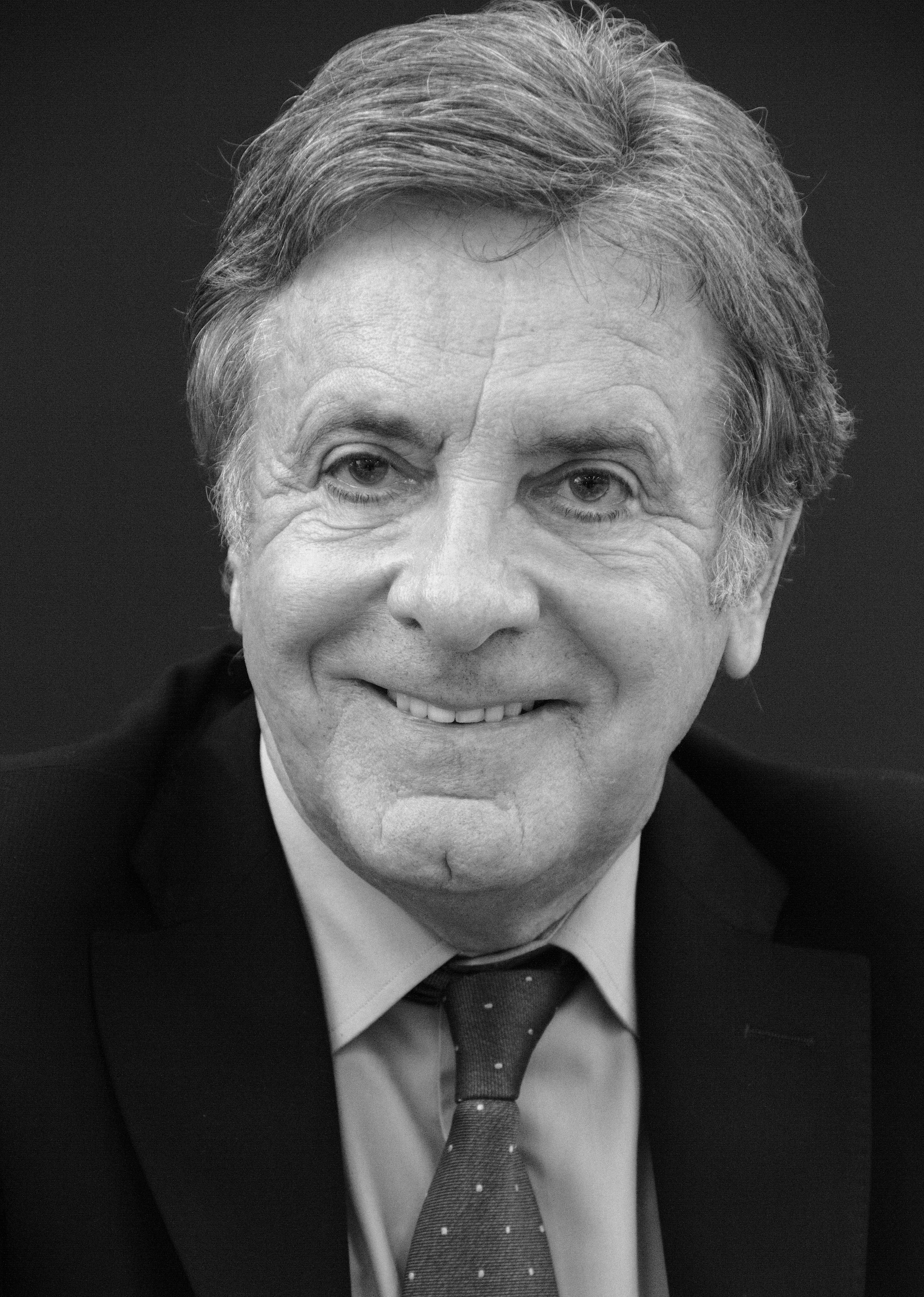
Jean Roatta

Jean Roatta (* 13. Dezember 1941 in Marseille) ist ein französischer Politiker (UMP).
Roatta gehörte von 1986 bis Ende 2011 der französischen Nationalversammlung an. Er vertrat dabei den dritten Wahlkreis des Départements Bouches-du-Rhône. 
Seit dem 6. Dezember 2011 gehört er dem Europäischen Parlament an. Roatta rückte nach, da aufgrund der Vergrößerung des Parlaments Frankreich zwei zusätzliche Sitze zustanden, von denen einer die UMP erhielt.